# Fremmedgørelse
 Der er for få eller ingen kildehenvisninger i denne artikel, hvilket er et problem. Du kan hjælpe ved at angive troværdige kilder til de påstande, som fremføres i artiklen.

Fremmedgørelse er et navneord, som beskriver en tilstand af fremmedhed – eller en proces, der leder frem mod denne tilstand. Man bliver fremmedgjort. Det, man i denne proces bliver gjort fremmed over for, vil typisk være sig selv, naturen, sine medmennesker eller sit artsvæsen som menneske.

## Begrebshistorie
Ordet er kommet til det danske sprog fra tysk. Den sproglige 'stamfader' er det tyske Entfremdung. Ordet kendes dog betydningsmæssigt i det mindste tilbage fra Middelalderen. I følge Philosophisches Wörterbuch kommer begrebet af det latinske alienatio, som har været brugt om det at blive gjort fremmed over for andre mennesker, for sit land eller for sin gud. Det har samtidig været brugt om en art sindssyge eller realitetsfremmedhed, og om det at blive berøvet (gjort fremmed for) sin ejendom.

## Anvendelse hos Georg W. F. Hegel
I 1821 udgiver Hegel Grundtræk af retsfilosofien, hvor han præsenterer en retsfilosofi, der hænger sammen med hans metafysik i et stort system. Metafysikken baserer sig på en særlig logik, der adskiller sig fra den klassiske logik derved, at den har et indhold. Den udsiger noget om, hvordan verden faktisk er og må være. Den klassiske logik er en formallogik i den forstand, at den kun beskæftiger sig med formelle strukturer – ikke med, hvordan verden faktisk er indrettet.
Hegels logik handler derimod om grundbegreber for virkeligheden. Mens Immanuel Kant mente, at fornuftskategorierne kun kunne vides at gælde for Das Ding-für-uns (verden, som vi oplever den) og ikke nødvendigvis for Das Ding-an-sich (verden, som den er i sig selv), mener Hegel altså netop, at fornuftskategorierne gælder for verden, som den er an-sich. I forordet til sin retsfilosofi skriver han:
"Det som er fornuftigt, det er virkeligt; og det, som er virkeligt, det er fornuftigt."
Men hvad er så dette virkelige, fornuftige værende? Det er Ånden eller Begrebet eller Fornuften som aktivt skabende subjekt. Fornuften som former den faktiske eksistens ved at virkeliggøre sig selv. Og hvad vil det så sige, at Fornuften virkeliggør sig selv? Det kan beskrives som en bevægelse over følgende faser:
- Først er Fornuften uudfoldet.
- Fornuften skaber og virkeliggør sig nu gennem frembringelse af naturen, det andet, som den skaber uden for sig selv. Der er altså tale om en selvobjektivering eller yderliggørelse (Selbst-entäusserung).
- Naturen fremstår ikke umiddelbart som Fornuftens hjemsted. Her eksisterer Fornuften uden for sig selv. Fornuften virkeliggjort som blot natur kan ikke begribe sig selv. Den er derfor fremmed for sit væsen på dette niveau. En sådan fremmedhed strider mod Fornuftens selvoplevelse som totalitet, som helhed. *Fremmetheden skal derfor ophæves.
- Mennesket er den af Fornuftens fremtrædelsesformer, der i kraft af sin bevidsthed kan ‘hjælpe’ Fornuften til selvbevidsthed. Det er Fornuftens subjektive moment. Den subjektive ånd. Fornuften skaber en fornuftig verden ud af den fremmede verden. Gennem den subjektive ånds bevidste bearbejdning af naturen opstår der en ny fortrolighed mellem de to. Totaliteten genetableres.
- Den subjektive ånd genkender sig selv i sit skaberværk. Fornuften kommet til sig selv, selvidentisk og selvbevidst – fuldt udfoldet.

Denne selvvirkeliggørelse består i selvbevidsthed, at begribe sig selv. Udfoldelse er altså ikke målet i sig selv. Fornuften søger en fuldkommenhed, som ikke kan opnås uden selvbevidsthed. At være fuldt udfoldet og i overensstemmelse med sig selv er samtidig, siger Hegel, at være fri. Åndens højeste bestemmelse er altså friheden. Historien er nu den frigørelsesproces, hvor Fornuften virkeliggør sig selv – bliver hvad den allerede er ifølge sit væsen.
Fornuften er ikke en substans bag virkeligheden, som udefra styrer virkelighedens udvikling. Den er tværtimod identisk med virkeligheden og dennes udvikling. Naturen, samfundet, kunsten, religionen, videnskaben og filosofien er blot forskellige måder, hvorpå Fornuften virkeliggør sig i det historiske forløb. Der er en rangordning, hvor naturen er første niveau.
Først som subjektiv ånd kan Fornuften komme til sig selv. Det vil sige: Når Fornuften virkeliggør sig i en verden af bevidste individer – mennesker – forbinder den samtidig disse individer. Det er den samme ånd, der er realiseret i alle disse individer. Derfor skaber de en fælles verden, et samfund, en menneskelig verden, hvor mennesket kan genkende sig selv som fornuft.
Det er altså i en sådan verden, hvor fornuften er realiseret i det fællesmenneskelige, at mennesket har hjemme, siger Hegel. Friheden er virkeliggjort med den fælles verden – med samfundet. Den individuelle subjektive Ånd har genforenet sig med den yderlige, objektive Ånd, samfundet, der bliver et fælles forum, som flere individer udtrykker sig i. Den objektive Ånd er altså en social virkelighed. På sit højeste niveau får den form af mellem-menneskelige, statslige institutioner. De samfundsmæssige institutioner er legemliggørelsen af Ånden. 
I sidste instans er det den samme Ånd, der viser sig som subjektiv og objektiv Ånd. Fremmedgørelsen ophæves, når individet tager staten til sig i erkendelse af interessefællesskabet. Individet 'går op' i fællesskabet.

## Anvendelse hos Karl Marx
Karl Marx kritiserer Hegels tro på staten som et universaliserende fænomen. For Marx er staten blot et historisk resultat af styrkeforholdet i klassekampen, og således under kapitalismen i det væsentlige borgerskabets våben i interessekampen. I det hele taget kritiseres Hegel for at overse de uforenede interessemodsætninger i den materielle verden.
Privatejendommen bliver 'vendt på hovedet', når arbejde bliver til lønarbejde (MEW, Ergb. 1, side 454). Arbejdet er ifølge Marx grundlæggende menneskets væsenskarakter, dets essens, det, der adskiller det fra andre arter, fra dyrene. Men det bliver til blot et middel for opretholdelse af livet, når mennesket må sælge sin arbejdskraft til højestbydende, som det er tilfældet i en kapitalistisk økonomi. Mennesket bliver en viljeløs slave af arbejdet, et vedhæng til de produktionsmidler, som det ikke behersker, men betjener. Herefter fremstår arbejdet som fremmedgjort og ufrit. Arbejderen mister uophørligt sine egenskaber, sin virksomhed, sit produkt, sit artsvæsen, sig selv.
Systematisk udtrykker Marx det således, at
- arbejdsproduktet bliver en fremmed genstand med magt over arbejderen, hvorved han mister muligheden for at tilegne sig den ydre verden, som derfor også træder fjendtligt og fremmed over for ham. Mennesket bliver derfor fremmed over for naturen, som er dets uorganiske legeme og dermed forudsætningen for dets liv. (MEW, Ergb. 1, side 516f)
- Selve produktionshandlingen er i lønarbejdet afhændet og ikke længere hans egen. Gennem denne livsvirksomhed skulle mennesket (arbejderen) lære sine egenskaber og dermed sig selv at kende. I stedet bliver også livsvirksomheden fremmed for arbejderen, som dermed forbliver fremmed for sig selv.
- Den artsbekræftende livsvirksomhed bliver blot overlevelsesmiddel for den individuelle arbejder. Derfor bliver mennesket samtidig fremmed for sin art. (MEW, Ergb. 1, side 516)
- På samme måde som mennesket fremmedgøres over for sig selv, fremmedgøres det også over for sine medmennesker. Menneskene genkender hinanden i de frembragte produkter, som ikke længere er menneskenes yderliggjorte egenskaber. I det hele taget bliver ethvert (her fremmedgjort) selvforhold først virkeligt i forholdet til andre mennesker.

Under kapitalistiske produktionsforhold, hævder Marx, er arbejderen ikke 'hjemme', når han arbejder. Når mennesket i kraft af det fremmedgjorte arbejde fornedres til en dyrisk eksistens, fornedres også dets relationer til andre mennesker til dyriske relationer. Forholdet til det andet menneske bliver et økonomisk forhold, hvis værdi alene bestemmes af dets evne til at sikre reproduktionen. Det er denne forkrøbling af de mellemmenneskelige forhold, Marx kritiserer.
Marx knytter i udgangspunktet an til Hegels arbejdsbegreb. Hegel ser arbejdet som den viljesstyrede omformning af naturen med henblik på afskaffelse af naturens tvang. Netop i arbejdet objektiverer Ånden sig selv og former naturen i sit eget billede. Arbejdet er med til at skabe den menneskelige verden, som kan sætte mennesket frit i det selvbevidste fællesskab.
Den unge Marx viderefører Hegels fremmedgørelsesbegreb; men det også den sene Marx' begreb (fra Kapitalen) om fremmedgørelse, som er knyttet til varefetichisme-analysen, er inspireret af Hegel. Hegel taler om, at der i det industrialiserede arbejde ikke længere produceres brugsværdi for arbejderen. Der er tværtimod tale om produktion af varer, altså bytteværdi. Hvor det hos Hegel her er den spirende industrialisering, der står for skud, retter Marx imidlertid skytset mod den kapitalistiske, markedsøkonomiske organisering af industrien.
Et tredje begreb i problemkomplekset er Vergegenständlichung, som visse steder oversættes med objektivering og andre steder med genstandsliggørelse.
Man kan summarisk sætte de tre begreber i forbindelse med hinanden ved at sige, at hos den unge Marx indbefatter menneskets livsaktivitet eller arbejde en yderliggørelse af egenskaber. Disse yderliggjorte egenskaber bliver genstandsliggjort og gjort til objekter; de skal ideelt set gentilegnes af mennesket, som herved bliver selvbevidst og kommer i overensstemmelse med sig selv. Hvis denne proces brydes, således at genstandsliggørelsen føres igennem, men gentilegnelsen forhindres, så resulterer det i fremmedgørelse. Fremmedgørelsen er altså resultatet af en mislykket objektiveringsproces. Det er vigtigt at mærke sig, at genstandsliggørelse ikke er lig med fremmedgørelse. Kun under bestemte historiske betingelser vil materielle eller åndelige produkter beherske mennesket som en fremmed magt.
"Dette er tingenes tilstand for ‘det dehumaniserede menneske’, for den fremmedgjorte mand, som var Marx’ dybeste bekymring, og som blev det centrale tema selv i de skrifter, som på overfladen udelukkende synes at handle om problemer i økonomisk historie eller økonomisk teori," (Alienation of Modern Man, Fritz Pappenheim, 1968, side 83.)
hævder Fritz Pappenheim, som altså mener, at fremmedgørelsesproblemet gennem hele Marx' forfatterskab forblev det centrale sigtepunkt – selv i Kapitalen, hvor der kun skrives meget lidt om eksplicit fremmedgørelse. Marx' dybeste målsætning med de økonomiske analyser skulle altså være at bane vejen for fremmedgørelsens ophævelse. Det er et omstridt spørgsmål, som næppe kan besvares endegyldigt.
Man må sige, at ordet i alle dets oprindelige betydninger har haft en negativ værdiladning. Denne værdiladning bibeholder ordet hos Hegel og hos Marx.
Charles Chaplin skildrede i sin film Moderne tider fra 1936 den fremmedgørelse i den industrialiserede kapitalisme, som Marx beskriver teoretisk i Parisermanuskripterne.

## Andre betydninger
Fremmedgørelse er en term, som bruges i mange andre betydninger end de nævnte. Ordet bruges f.eks. om magtesløshed, meningsløshed, normløshed, social isolation og kulturel fremmedhed.
Fremmedgørelsen er allerede beskrevet i Det Gamle Testamente, skriver Erich Fromm. Det er i historien om dansen om guldkalven og i de hebræiske profeters diskussion af denne ugudelige dans.
"(Essensen) er, at idolerne er arbejdet fra menneskets egen hånd – de er ting, og mennesket bøjer sig og tilbeder ting, tilbeder det, som han selv har frembragt. Han overfører egenskaber fra sit eget liv til produkterne af sin egen skaben, og i stedet for at opleve sig selv som en skabende person, er han kun i kontakt med sig selv gennem tilbedelsen af idolet. Han bliver derfor fremmed for sine egne livskræfter." (Marx's Concept of Man, Erich Fromm, New York, side 44.)
Ludwig Feuerbach når frem til en lignende pointe i sin religionskritik, hvor det blot er Gud, der overtager den plads, som idolet, guldkalven, har i de hebræiske profeters diskussion. Mennesket bliver splittet, idet det yderliggør visse af sine egenskaber og kalder dem for Gud.